# Kołowy wóz rozpoznawczy „Rosomak R”
Kołowy wóz rozpoznawczy „Rosomak R” – prototyp polskiego transportera opancerzonego zaprojektowanego przez Rosomak S.A. przeznaczonego do prowadzenia i zabezpieczenia działań pododdziałów rozpoznawczych Wojsk Lądowych. 

## Historia
Wprowadzenie do służby tego typu pojazdu zapisano w założeniach programu Kołowego Transportera Opancerzonego w 2002, który przewidywał zakup 32 wozów dowódczo – rozpoznawczych i 32 rozpoznawczych, zbudowanych na podwoziach Rosomaka w układzie 6×6. W 2006 zrezygnowano z wozu trzyosiowego i podjęto decyzję, że wozy rozpoznawcze powstaną na bazie wozów z napędem 8×8. Umowę na realizację pracy rozwojowej mającej na celu opracowanie prototypów wozów rozpoznawczych, Departament Polityki Zbrojeniowej MON podpisał z Rosomak S.A. 5 września 2008. Po podpisaniu umowy rozpoczęto prace projektowe nad opracowaniem dwóch rozpoznawczych wersji pojazdów, oznaczonych jako Rosomak R-1 (wóz w konfiguracji dowódczo-rozpoznawczej) i Rosomak R-2 (w konfiguracji rozpoznawczej). Prace były realizowane z przerwami a pierwsze wersje pojazdów nie przeszły testów i badań. Prace projektowe zostały wznowione ponownie w 2014. W 2016 obie wersje zmodernizowanych i poprawionych prototypów zaprezentowano podczas MSPO w Kielcach. Harmonogram dostaw przewidywał wówczas wyprodukowanie dwóch pojazdów w 2017 i po 24 wozy w latach 2019 – 2020, ale ze względu na opóźnienie w realizacji prac, również w tym zakresie nastąpiło kilkuletnie przesunięcie planowanych terminów. Planowane jest też pozyskanie wozów rozpoznawczych z wieżą bezzałogową. Wstępne plany zakładają zamówienie 9 egzemplarzy Rosomaków R-1 i 19 Rosomaków R-2 z wieżą ZSSW-30. 

W ramach systemu funkcjonalnego rozpoznania podjęto działania zmierzające do uporządkowania, a w rezultacie do unifikacji pojazdów rozpoznawczych. W tym celu został opracowany „Plan rozwoju zdolności Sił Zbrojnych RP do rozpoznania w latach 2021-2035”. Plan ten zawiera harmonogram pozyskiwania oraz wyposażania pododdziałów rozpoznawczych w nowe pojazdy rozpoznawcze. Na chwilę obecną platformami bazowymi pojazdów, wobec których jest realizowana procedura pozyskania, są platformy polskich producentów, m.in. KTO Rosomak.

Obecnie (stan 2025) brak informacji MON o realizacji planów produkcji i zakupu wozów.

## Przeznaczenie
Pojazdy w wersji dowódczo – rozpoznawczej i rozpoznawczej są przeznaczone do prowadzenia rozpoznania w każdych warunkach terenowych i atmosferycznych, niezależnie od pory roku i doby. Pozyskiwania, gromadzenia i dystrybucji informacji rozpoznawczych (tylko Rosomak R-1 ), oraz wsparcia ogniowego pododdziałów prowadzących rozpoznanie. Realizację zadań umożliwia rozbudowane wyposażenie rozpoznawcze, pozwalające na wykonywanie zadań we współpracy z analogicznymi systemami rozpoznania państw NATO.

## Konstrukcja
Oba wozy rozpoznawcze R-1 i R-2, opracowane zostały na bazowym podwoziu KTO Rosomak 8x8 w wersji bojowej z wieżą Hitfist-30P. Na wieży bojowej zamontowano stabilizowaną głowicę obserwacyjną włoskiej firmy Leonardo S.p.A. wyposażoną w kamerę termowizyjną, telewizyjną, automatyczny wideotracker oraz dalmierz laserowy o zakresie pomiaru odległości od 100 m do 20 km. Głowica jest zintegrowana z systemami wozu i pracuje w zakresie kątów elewacji od -20° do +70° oraz azymucie 360°. Kamera telewizyjna charakteryzuje się powiększeniem optycznym 1,7 – 420 mm oraz cyfrowym 12x. Na dodatkowym wsporniku wieży umieszczono cztery mikrofony kierunkowe Ferret, systemu akustycznej detekcji kierunku strzału kanadyjskiej firmy MDA, (docelowo jest planowany francuski system Pilar Mk2). Posiadają wyposażenie w środki łączności zewnętrznej i wewnętrznej, przetwarzania danych i wynośne: dzienno – nocną kamerę obserwacyjną i mikrofon kierunkowy na trójnogu.

### Rosomak R-1
Wóz w konfiguracji dowódczo – rozpoznawczej został wyposażony w dodatkowy przedział z automatycznie wysuwanym teleskopowym masztem z radarem rozpoznania pola walki (z możliwością demontowania do użycia poza pojazdem) i głowicą optoelektroniczną zapewniającą rozpoznanie na odległość do 20 km. Pozostałe dodatkowe urządzenia to: system pozycjonowania pojazdu za pomocą układu bezwładnościowego, środki łączności obejmujące m.in. drugą radiostację UKF, radiostację do łączności z lotnictwem, radiostację KF i radiostację szerokopasmową. Posiada dzienno – nocny system obserwacji dookólnej i detekcji zagrożenia z sześcioma zespołami kamer (dwa przednie, dwa boczne i tylny). Zmodyfikowano także system łączności wewnętrznej, by dostosować go do współpracy z nowymi środkami łączności a także umożliwić bezprzewodową łączność zwiadowcom znajdującym się poza pojazdem. Rozbudowa wyposażenia wymusiła zastosowanie nowego systemu zasilania elektrycznego, a także pomocniczej jednostki prądotwórczej, zamontowanej w pojemniku zewnętrznym z lewej strony tylnej części pojazdu.

## Załoga
Załoga wozu to pięciu żołnierzy:
- dowódca wozu (jednocześnie dowódca drużyny rozpoznawczej),
- działonowy (obsługuje też sprzęt na wysuwanym maszcie)
- dwóch zwiadowców – operatorów,
- kierowca[7].

Dowódca posiada stanowisko w wieży bojowej, po jej prawej stronie i dysponuje monitorem zautomatyzowanego systemu rozpoznania, ma także możliwość sterowania głowicą optoelektroniczną zamontowaną na wieży. Żołnierz mający stanowisko przy lewej burcie wozu: w konfiguracji dowódczo – rozpoznawczej, obsługuje głowicę optoelektroniczną i radar zamontowane na wysuwanym maszcie. Zwiadowcy – operatorzy, mają stanowiska za koszem wieży (żołnierz po lewej stronie siedzi tyłem do kierunku jazdy, po prawej przodem), każdy z nich dysponuje terminalem zautomatyzowanego systemu rozpoznania – w tym jednym wynośnym. .

## Dane taktyczne
Wozy zachowały system uzbrojenia w postaci wieży Hitfist-30P, system samoosłony Obra-3 z wrzutniami granatów dymnych. Masa bojowa pojazdów wzrosła do 23 300 kg (w wersji pływającej), ale zmalała do 8 km/h prędkość pływania. Kąt natarcia w tej wersji wynosi 40°. Oba wozy mają długość 8680 mm, szerokość 3000 mm, wysokość z wieżą 3490 mm i prześwit 430 mm. Zasięg taktyczno – operacyjny wynosi od 600 do 800 km przy prędkości maksymalnej ok.120 km/h a głębokość brodzenia wynosi 1500 mm.